# John Kirby (músico)
John Kirby (Baltimore, Maryland, 31 de diciembre de 1908-Hollywood, California, 14 de junio de 1952) fue un contrabajista, tubista y director de big band estadounidense de jazz. En algunas ocasiones se da como lugar de nacimiento la ciudad de Winchester, en Virginia, aunque parece ser que se trata de la ciudad donde fue adoptado, huérfano desde muy niño.

## Trayectoria
Trasladado con 17 años a Nueva York, acompaña como tubista a los Brownies de Bill Brown (1928-1930) y trabaja con Fletcher Henderson, a la vez que estudia contrabajo con Wellman Braud y Pops Foster. Aunque solía alternar ambos instrumentos, partir de 1933 se decanta preferentemente por el contrabajo, y toca durante tres años en la banda de Chick Webb, volviendo con Henderson en el 36. En 1937 funda su propio grupo, un sexteto en el que participan, entre otros, Pete Brown, Charlie Shavers o Russell Procope. Para algunos autores se trata de uno de los grupos básicos de la época, que no es posible omitir al hablar del swing. Graba también diversos discos con músicos como Coleman Hawkins, Mezz Mezzrow, Teddy Wilson, Billie Holiday, Charlie Barnet, Benny Goodman o Lionel Hampton.
En 1942 forma, junto a otros músicos como Buster Bailey y Billy Kyle, una big band que gira por todo el país y que dispone de una emisión de radio semanal. No obstante es una banda inestable, que desaparece y reaparece en varias ocasiones, con figuras como Sarah Vaughan (1946), hasta terminar por disolverse en 1950. Después toca con pequeños grupos, con músicos como Henry Red Allen, Buck Clayton o Benny Carter, hasta que fallece en 1952, como consecuencia de una complicación de la diabetes que padecía.

## Estilo
Es el pionero del estilo legato de la tuba y, a la vez, un contrabajista de pulsación poderosa. Pero es especialmente reconocido por su labor como director de banda, por el equilibrio dinámico de sus grupos y sus adaptaciones de obras del repertorio clásico al swing.